# Пълно ускорение
„Пълно ускорение“ или „Форд срещу Ферари“ (на английски: Ford v Ferrari) е американска спортна драма от 2019 г. на режисьора Джеймс Манголд, по сценарий на Джез Бътъруърт, Джон-Хенри Бътъруърт и Джейсън Келър. Той е продуциран от „Чернин Ентъртейнмънт“ и участват Мат Деймън и Крисчън Бейл. Световната премиера на филма е на 30 август 2019 г. в Telluride Film Festival и е пуснат по кината в Съединените щати на 15 ноември 2019 г. от „Туентиът Сенчъри Фокс“ и печели 225 млн. щатски долара в световен мащаб.